# Enar Jääger
Enar Jääger, född 18 november 1984, är en estnisk före detta fotbollsspelare som bland annat gjort 126 landskamper för Estland. 

## Klubbkarriär
Jääger föddes i Kohila inte långt från Tallinn och började spela fotboll i storklubben FC Flora Tallinns ungdomslag. Vid 15 års ålder blev han utlånad till Lelle i andradivisionen och han debuterade i Floras seniorlag året därpå. Han spelade dock endast en ligamatch för klubben innan han bytte till Valga där han tog en ordinarie plats i startelvan och bland annat vann estniska andradivisionen 2002. Under samma säsong debuterade han även i landslaget.  Jääger, nu 19 år gammal, återvände till moderklubben Flora 2003. Under denna sejour fick han mer speltid och bidrog till att laget vann Meistriliiga 2003 och kom tvåa i Estniska cupen samma år.
Den framgångsrika tiden i Flora gjorde att Torpedo Moskva fick upp ögonen för den unge esten och i början av 2005 värvades han dit. I Torpedo Moskva spelade han mestadels som högerback, men även en del som defensiv mittfältare. Då Torpedo blev nedflyttade från högstadivisionen efter 2006 års säsong blev klubben tvungen att göra sig av med en del utländska spelare, eftersom utlänningskvoten inte var lika generös som i högstadivisionen, och Jääger fick tillåtelse att lämna klubben. Han gick då till norska Aalesund på ett 2,5 års-kontrakt. I och med att kontraktet gick ut sommaren 2009 lämnade Jääger klubben och sade sig ha "lust för nya utmaningar." I juli 2009 skrev han på ett treårskontrakt med Ascoli Calcio i Serie B. Redan i januari 2010 sades kontraktet ömsesidigt upp och han återvände till Aalesund i mars 2010.

## Internationell karriär
Enar Jääger debuterade i Estlands landslag 2002 och spelade sin sista match mot Finland 2017. Jääger har varit Estlands lagkapten.

## Meriter
Valga
- Esiliiga: 2002
  - Tvåa: 2001

 Flora Tallinn
- Meistriliiga: 2003
- Estniska cupen
  - Tvåa: 2003
- Estniska supercupen: 2003, 2004